# Limnophora nullstigma
Limnophora nullstigma är en tvåvingeart som beskrevs av Shinonaga 2005. Limnophora nullstigma ingår i släktet Limnophora och familjen husflugor. Inga underarter finns listade i Catalogue of Life.